# 桧山千尋
桧山 千尋（ひやま ちひろ、1984年6月5日 - ）は、NHK広島放送局の契約キャスター。

## 人物
広島県東広島市出身。広島修道大学人文学部人間関係学科心理学専攻卒業後、2007年NHK佐賀放送局に契約キャスターとして入局。その後、NHK北九州放送局、NHK鹿児島放送局を経て2014年4月から現職。
佐賀局入局時から現在の広島局まで主に昼前の情報番組を担当している。
趣味は釣り、演劇鑑賞（特にミュージカル）。

## 現在の出演番組
- ひろまえ直送便

## 過去の出演番組
鹿児島局時代
- ひるまえクルーズかごしま（2013年度）
- 情報WAVEかごしま（おでかけ情報、2013年度）

佐賀局時代
- 肥前路吟行 さがん文芸
- ひるまえ情報便（2009年度）
- 第76回NHK全国学校音楽コンクール佐賀県大会 司会

北九州局時代
- きたきゅうたいむ（金曜）
- こんばんは北九州